# عاطف عبد الفتاح
عاطف عبد الفتاح، ولد الصحفي وكاتب الأطفال والشاعر والناقد عاطف عبد الفتاح في الزقازيق بمحافظة الشرقية وبالتحديد يوم 26 مايو عام 1968، نشأ من صغره نشأة رياضية، فمارس في المرحلة الابتدائية كرة اليد بفريق نادى الشرقية الرياضى، ثم كرة القدم، وفي الثانوية مارس لعبة التايكوندو حتى 1990، حتى أصبح مدرب الفريق الأول.
درس في كلية الآداب قسم اللغة العربية بجامعة الزقازيق، ثم انتقل إلى العمل بالصحافة والأدب، فعمل بجريدة الأهرام الدولي باب ثقافة، وقام بعمل تغطيات ثقافية وحوارات مع أدباء العرب في شتى بلاد العالم. أما في التأليف فقد جعل كل مؤلفاته للأطفال، والتي تبلغ حتى الآن 146 كتابًا، منها ديوان شعر بعنوان «أناشيد وأغاريد»، ونسبة كبيرة من هذه الكتب تباع عن طريق الإنترنت.
انتقل بعد ذلك إلى الأخبار، وعمل بمجلة بلبل منذ نشأتها، وكان يكتب باب «حكايات الداده نورزاد والصغير عماد» لسنوات، وكان يرسمها له الفنان الموهوب عبد الشافى سيد. وأثناء عمله بالصحافة كان يمارس أيضًا مهنة جديدة في أوائل التسعينيات، وهي المالتي ميديا، فدخل هذا المجال مبكرًا بنصيحة من أستاذيه د. مصطفى عبد الغنى في الأهرام، والكاتب الكبير يعقوب الشارونى، وعمل بشركات كبرى، مثل شركة صخر (خبير إنترنت) وإنولدج وميتا ميديا (مؤلف مالتي ميديا)، واستطاع أثناء عمله أن يتوصل إلى علم جديد، وهو سنياريو المالتي ميديا؛ ليكون أول من يكتب في هذا العلم في العالم، كما أنه أول من أثبت وظيفة مؤلف مالتي ميديا في بطاقته الشخصية.
أكمل الكاتب مشواره الصحفى في الجمهورية بكتابة مقاله الأسبوعى كل جمعة بعنوان: For kids only بجريدة Egyptian Gazette وما زال حتى الآن يواصل كتابته، وهو مقال للأطفال وليس قصة! عمل مدير تحرير بمجلة ميكى جيب لخمس سنوات، تركها ليبدأ بعدها أيضًا هذه الكلمة التي يعشقها (أول)؛ ليكون أول من يصدر جريدة خاصة متخصصة مستقلة للطفل، وهي جريدة «على بابا». وهي أول جريدة مصرية ورقية للطفل، جريدة مستقلة، توزع مع الجرائد الكبرى. ولها صفحة تحت الإنشاء  نادى بالاتجاه الوجدانى في أدب الأطفال، وهاجم من خلال القنوات الفضائية، خاصى القناة الثقافية النص البارد أو التعليمى الذي يفسد على الأطفال الاستمتاع بالفن. حيث إنه يرى أن مذهب الفن للفن لابد أن يكون في أدب الأطفال، وما دام الأديب لم يكسر قاعدة تربوية، فمن حق الطفل أن يقرأ ليستمتع قبل أن يقرأ ليلقن الدرس. كما يرى أن إشكالية المضمون المتخم للنص إنما تعود لضعف إمكانيات أديب الأطفال؛ لأنه يستطيع لو مبعد حقًّا أن يطوع أي شيء للطفل، وكلما صعبت الفكرة، كلما كان أمتع وألذ.

## من أعماله المنشورة
1. الكتب، منها:

- السلطة وقصص أخرى: مجموعة قصصية لرياض الأطفال، الناشر دار التقوى 1993.
- مدينة النحو: الجزء الأول من سلسلة المغامرات اللغوية، الناشر ميجا للنشر والتوزيع 1994.
- أعرفكم بنفسى: سلسلة من 4 كتب، الناشر الدار الشرقية 1994.
- القصص النبوي: سلسلة مصورة من 12 كتابًا، الناشر شركة سفير1995.
- اقرأ ولون: سلسلة من 10 كتب، الناشر مركز الكتاب 1996.
- حكايات من القرآن: سلسلة مصورة من 20 كتابًا، الناشر مركز الكتاب1997.
- روائع القصص العالمية: سلسلة من 10 كتب، الناشر دار هديل 1997.

نوابغ العلماء: سلسلة من 5 كتب، الناشر دار هديل 1997.
مذكراتى: سلسلة من 8 كتب، الناشر الشركة العربية للنشر والتوزيع
1997.
- الحكايات العلمية: سلسلة من 5 كتب، الناشر المركز العربي للنشروالتوزيع 1998.
- اقرأ واتعظ: سلسة من 6 كتب، الناشر دار التقوى 1998.
- الأبناء: سلسلة من 10 كتب، ضمن مهرجان القراءة للجميع لعام1999، وهي عن حقوق الطفل من خلال أحداث وقعت للمؤلف في طفولته.
- الشاطر حسن: سلسلة من 4 كتب، الناشر دار الأمل 1999.
- ديوان أناشيد وأغاريد: الناشر دار الأمل 1999.
- ماما حنان: قصة لرياض الأطفال، الناشر المركز القومى لثقافة الطفل عام 2001.
- حكايات الدادة نورزاد والصغير عماد: سلسلة من 20 كتابًا، الناشرمكتبة مصر 2005.
- كيف تكون مبدعًا: وهو أول كتاب يتناول موضوع سيناريو المالتي ميديا. الناشر نهضة مصر 2008،

### المجلات والجرائد
نشر بالعديد من المجلات قصصًا سردية، ومصورة، ومنها:
سعد، جندى المستقبل (الكويت)، الأسرة (هولندا)، بابا فرحان (السعودية)، مجلة التلغراف، والبيرق، وجريدة الحياة العربية (أستراليا)، زمزم، مجلتنا، قطر الندى، المحروسة: باب سياح غيروا وجه التاريخ، بلبل: باب الدادة نورزاد والصغير عماد، (مصر)، باسم، الأهرام الدولي، وحاليًّا بجريدة Egyptian Gazette عدد الجمعة.

### سى دى
- 1- العندليب الأسمر: سى دى وثائقى عن عبد الحليم حافظ، إنتاج ميتا ميديا.
- 2- كوكب الشرق: سى دى وثائقى عن أم كلثوم، إنتاج ميتا ميديا.
- 3- سندريلا السينما المصرية: سى دى وثائقى عن سعاد حسنى، وهو آخر عمل قبل رحيلها.
- 4- سيناريو الخط العربي: سى دى وثائقى، جمع المادة الخطاط عبد الغنى أبو كاتو، إنتاج ميتا ميديا.
- 5- سيناريو: «هيا بنا نغنى»، أغانى منتقاة للشاعرين: سيد حجاب وشوقى حجاب، وغناء نيللى، وعبد المنعم مدبولى، ووردة، وعمار الشريعى.
- 6- سيناريو «ألغاز من الفضاء»، المادة العلمية يعقوب الشارونى. وكتابة أغنية التتر، وعمل الأداء الصوتى للروبوت.
- 7- سيناريو «بنك المعلومات» للدكتور عمر الخطيب، وهي الحلقات التي كانت تذاع في ART.
- 8- أبطال شطار: برنامج من 3 سى دى لتطبيقات مناهج رياض الأطفال،

إنتاج تكنولوجيا المعرفة، وحصل على المركز الأول بجائزة سوزان مبارك
للشركات المتخصصة، مع حجب المركز الثاني.
- 9- حكايات أبطال شطار: قصص رسوم متحركة لأبطال شطار من 6 سى دى.
- 10- طقطوقات أبطال شطار: أشعار قصيرة لصغار الأطفال عن كل ما هو موجود في حياتهم ومجتمعهم الصغير.
- 11- قاموس أبطال شطار: قاموس باللغات العربية والإنجليزية والفرنسية والألمانية.
- 12- حياة محمد: 12 حلقة رسوم متحركة على 4 سى دى، وخمس حلقات على موقع إنترنت.
- 13- سى دى هدية لمجة ميكى: games وقصص مصورة

### التليفزيون
- المشاركة في حلقات عالم سمسم موسم 2006- 2007
- حلقات مسلسل كارتون «أبطال الحياة» من 30 حلقة لقناة الجزيرة للأطفال.
- المشاركة في كثير من البرامج عن ثقافة الطفل، وفنيات أدب الأطفال، منها القناة الثقافية، وقناة الأخبار، والقناة الثانية.

#### هـ: أغانى
- تتر مسلسل «شعب الإيمان».
- أغنيتا: زيارة المريض، الصبر: للمسلسل، غناء الأطفال، ألحان أحمد صالح.
- أغانى: ساقى الكلب، الجمل الشاكى، الرحمة بالحيوان، إنتاج سفير للإعلام والدعاية والنشر.
- أغانى: الرياح، الشمس، البحر: من سلسلة نعم الله الكونية، إنتاج المنتدى السعودي، ألحان أحمد صالح، وغناء الأطفال.
- تتر برنامج ألغاز من الفضاء، غناء سيمون، ألحان على شرف، إنتاج ميتا ميديا.
- تتر برنامج أحسن القصص، ألحان عبد العظيم عويضة، إخراج أحمد سعد، إنتاج التليفزيون المصري
- أغنية الحروف منشورة بمجلة وينى، وأيضًا منشورة في السى دى الهدية برسوم متحركة، غناء الأطفال، وألحان إيمان صلاح.

و: دراسات نقدية وتحكيم:
شارك باعمال نقدية، منها النظرى، ومنها التطبيقى:
النظرى:
- فنية شعر الأطفال
- المواصفات الفنية للحكم على القصة والرواية المقدمة للطفل.

التطبيقى:-	حسناء والثعبان الملكى، مواصفات فنية جديدة في الأدب العربي.
- الشاطر حسن والإبداع في تراثنا العربي
- محكم في مسابقة بنات وكارتونز بالسعودية: كتب كلمة التحكيم المطبوعة بكتيب المسابقة.

### ثالثًا: تحت النشر
- أجيال ورا أجيال: الناشر نهضة مصر للطباعة والنشر والتوزيع.
- غدًا العيد: تمت ترجمتها إلى اللغة الإيطالية في معرض تورينو المقام في مايو 2009.